# Rajon Swetlahorsk
Der Rajon Swetlahorsk (belarussisch Светлагорскі раён; russisch Светлогорский район) ist eine Verwaltungseinheit in der Homelskaja Woblasz in Belarus mit dem administrativen Zentrum in der Stadt Swetlahorsk. Der Rajon hat eine Fläche von 1.889,91 km² und umfasst 101 ländliche Siedlungen.

## Geographie
Der Rajon Swetlahorsk liegt im nordwestlichen Teil der Homelskaja Woblasz.

### Nachbarrajone
Die Nachbarrajone sind im Norden Babrujsk in der Mahiljouskaja Woblasz, im Osten Schlobin, im Südosten Retschyza, im Süden und Südwesten Kalinkawitschy und im Westen Akzjabrski in der Homelskaja Woblasz.

## Administrative Gliederung
| Dorfsowjets 1. Barawikouski 2. Dawydauski 3. Krasnauski 4. Mikalajeuski 5. Astaschkawizki 6. Tschyrkawizki 7. Paryzki, Passawet 8. Sasnowaborski, Passawet | Städte 1. Swetlahorsk Siedlungen städtischen Typs 1. Parytschy 2. Sasnowy Bor |